# 住み開き
住み開き（すみびらき）とは、住居や個人事務所といったプライベートな空間を、本来の用途や機能を保ちながら、一部を限定的に開放することによって、セミパブリック化させる活動や運動、そのような使われ方をする拠点のこと。自宅で子どもが独立してできた空き部屋や、事務所の空間、改築によってできたスペースをカフェやギャラリーなどとして、近隣の人たちにスペースを開放する。アイデアで色々な用途に使用でき、新しいコミュニケーションの場として広がりをみせている。
2009年頃、「日常編集家」のアサダワタルによって提唱された。2012年1月には関連書籍も出版された。

## 主な国内事例
- 住み開き511
- 要町あさやけ子ども食堂
- 泉北グループ・スコーレ
- さわ洞窟ハウス
- 2畳大学
- 少女まんが館
- 西国図書室
- ギルドハウス十日町
- 恵比寿アットホーム
- 11011
- 思案暮
- 創る家
- クリエイティブハウスF邸・嵯峨嵐山